# Anaspis oshimana
Anaspis oshimana is een keversoort uit de familie bloemspartelkevers (Scraptiidae). De wetenschappelijke naam van de soort is voor het eerst geldig gepubliceerd in 1963 door Nomura.